# Matosinhos
Matosinhos (prononciation en portugais [mɐtu'ziɲuʃ]) est une ville portugaise. Elle est limitée par l'Océan Atlantique à l'ouest et par la ville de Porto au sud, et fait partie du Grand Porto. Au recensement de 2011, la ville en elle-même (Matosinhos et Leça da Palmeira) était peuplée de 49 486 habitants,  et la municipalité comptait 175 478 habitants. Les migrations depuis les environs ont été importantes au XXe siècle. La ville est la ville natale d'Álvaro Siza. C'est aussi la ville où le poète Florbela Espanca mourut : une bibliothèque locale porte d'ailleurs son nom. Matosinhos est un centre commercial, balnéaire et industriel. Elle bénéficie d'été chauds et de belles plages.

## Histoire et monuments
Quand le Portugal est né au XIIe siècle, Matosinhos existait déjà – elle était appelée à cette époque Vila de Matesinum. Une des premières occurrences officielles de ce nom faisant référence à Matusiny date de 1258. À cette époque Matosinhos était une petite bourgade faisant partie de la paroisse de Sandim. L'actuelle municipalité fut fondée le 6 mai 1909.
Matosinhos possède quelques monuments comme le Castelo Do Queijo et le Forte de Nossa Senhora Da Conceição, ce dernier étant situé à Leça da Palmeira, et surtout l'Église de Bom Jesus de Matosinhos.

## Administration
Jusqu'en 2013, la municipalité de Matosinhos était divisée en dix freguesias. Elle est maintenant divisée en quatre freguesias, :
- Matosinhos e Leça da Palmeira, siège de la municipalité (49 034 habitants en 2021) ;
- Custóias, Leça do Balio e Guifões (44 045 habitants en 2021) ;
- Perafita, Lavra e Santa Cruz do Bispo (29 646 habitants en 2021) ;
- São Mamede de Infesta e Senhora da Hora (49 832 habitants en 2021).

## Économie
Le port international de Leixões et la grande raffinerie de Galp Energia sont situés à Leça da Palmeira. La compagnie portugaise leader dans l'industrie électro-mécanique EFACEC a son siège social dans la ville. L'hôpital Pedro Hispano (du nom de Pierre d'Espagne, le pape Jean XXI) est un des mieux équipés du Portugal, et sert à l'aire métropolitaine portuane.

## Jumelages
- Vilagarcía de Arousa (Espagne) depuis 1959
- Congonhas (Brésil) depuis 1986
- Mérignac (France) depuis 1988
- São João dos Angolares (Sao Tomé-et-Principe) depuis 1989
- Mansôa (Guinée-Bissau) depuis 1992
- São Filipe (Cap-Vert) depuis 1992
- Nacala (Mozambique) depuis 1997

### Accord de coopération
- Luanda (Angola) depuis 1994[4]

## Personnalités
- Raul Machado (1937-2023), footballeur portugais.
- Zé Beto (1960), footballeur portugais
- Nuno Gomes Garcia (1978-), écrivain portugais, y est né.